# Nkolbisson
Nkolbisson est un quartier populaire de la commune d'arrondissement de Yaoundé VII, subdivision de la Communauté urbaine de Yaoundé. Il constitue le chef-lieu du 7e arrondissement de la ville de Yaoundé, capitale du Cameroun.

## Historique
Nkolbisson, en langue ewondo, est formé de deux termes « Nkol » signifiant colline et « bisson » qui est le pluriel d'‘‘esson’’ et qui désigne une espèce de fourmis de formes irrégulières et de couleur jaune-noire qui tirent leur substance du bois. Nkolbisson désigne littéralement la colline des fourmis.

## Géographie
Nkolbisson est limitrophe, au sud, de Oyomabang, à l’est, de la Cité verte, Mokolo, Madagascar, et au nord, de l’arrondissement d’Okola.

## Institutions

### Administration
- Maire de Yaoundé VII[3]
- Sous préfecture de Yaoundé VII[4]
- Brigades de gendarmerie de Nkolbisson
- Chefferie traditionnelle de Nkolbisson

### Éducation
- Centre Régional d'Enseignement Spécialisé en Agriculture (CRESA Forêt-Bois), Antenne de l’Université de Dschang à Yaoundé[5]
- Université Catholique d'Afrique Centrale - Campus de Nkolbisson
- Lycée Technique de Nkolbisson
- Lycée de Nkolbisson
- Institut de Recherche Agricole pour le Développement (IRAD)

### Santé
- District de santé de Nkolbisson

## Lieux de culte
- Paroisse Saint Charles LWANGA de Nkolbisson

## Lieux populaires
Carrefour Nkolbisson

## Galerie

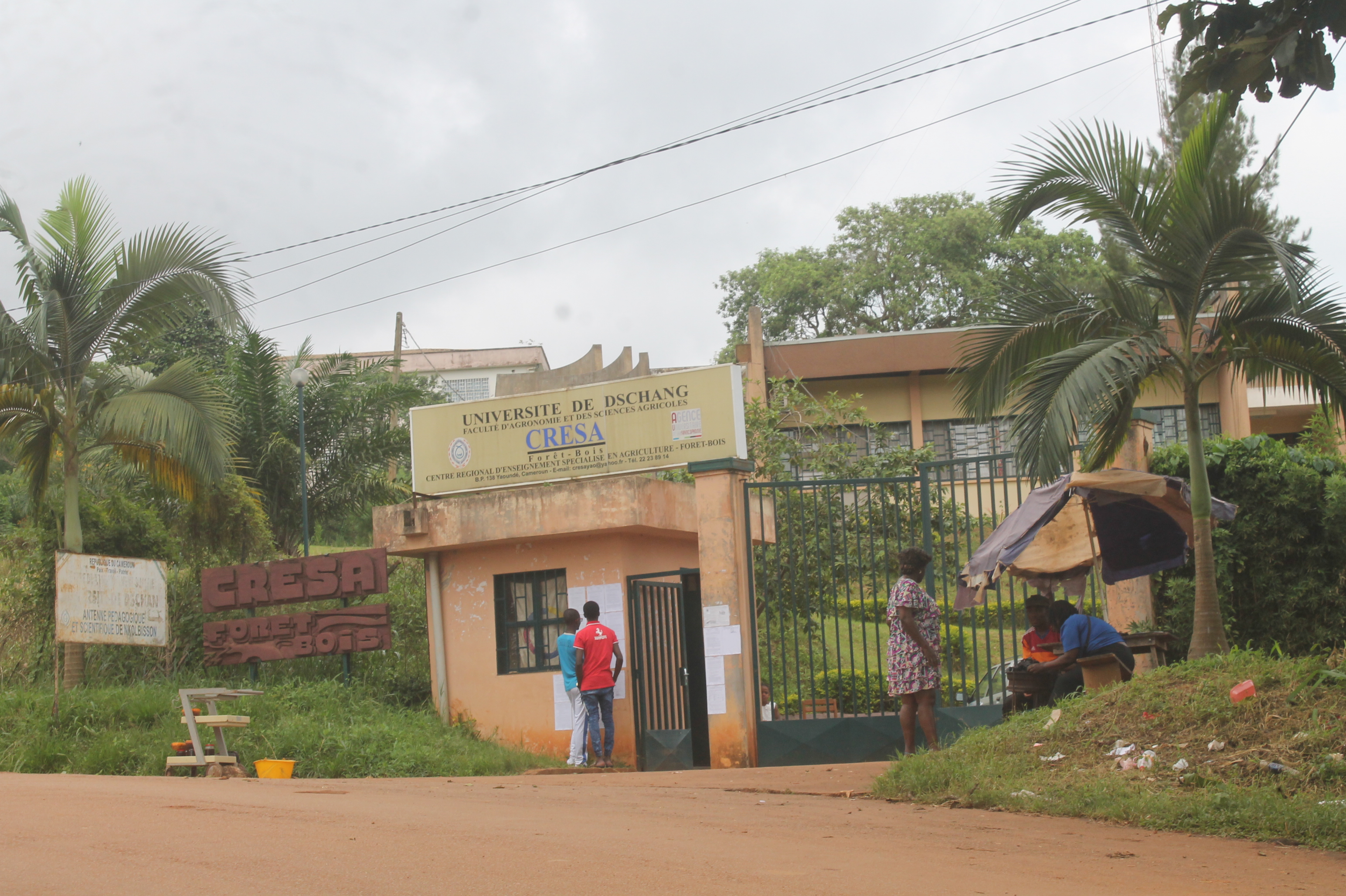
Entrée principale du CRESA (Centre régional d'Enseignement spécialisé en Agriculture-Forêt-Bois) de Nkolbisson
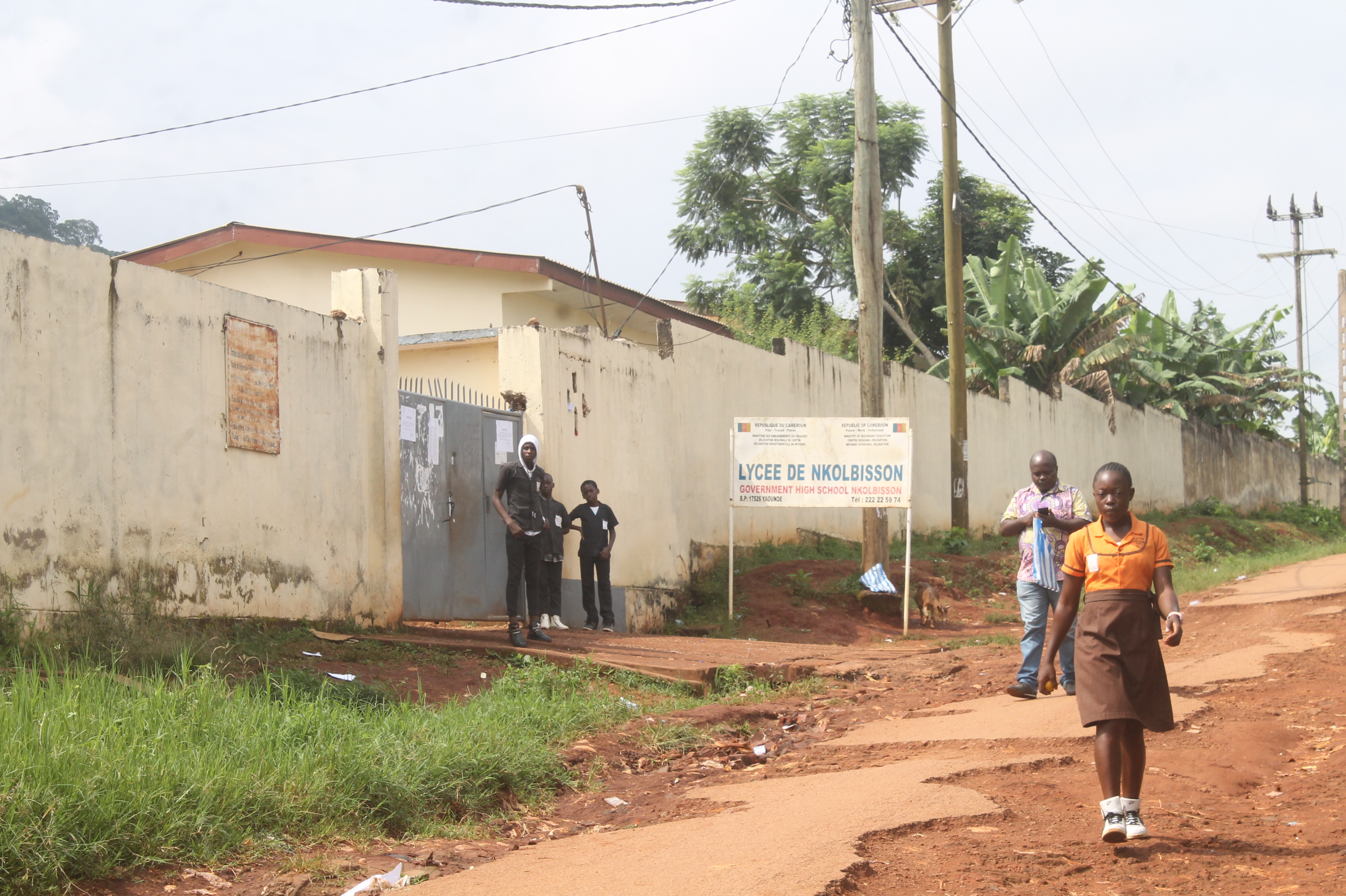
Entrée principale du lycée classique de Nkolbisson
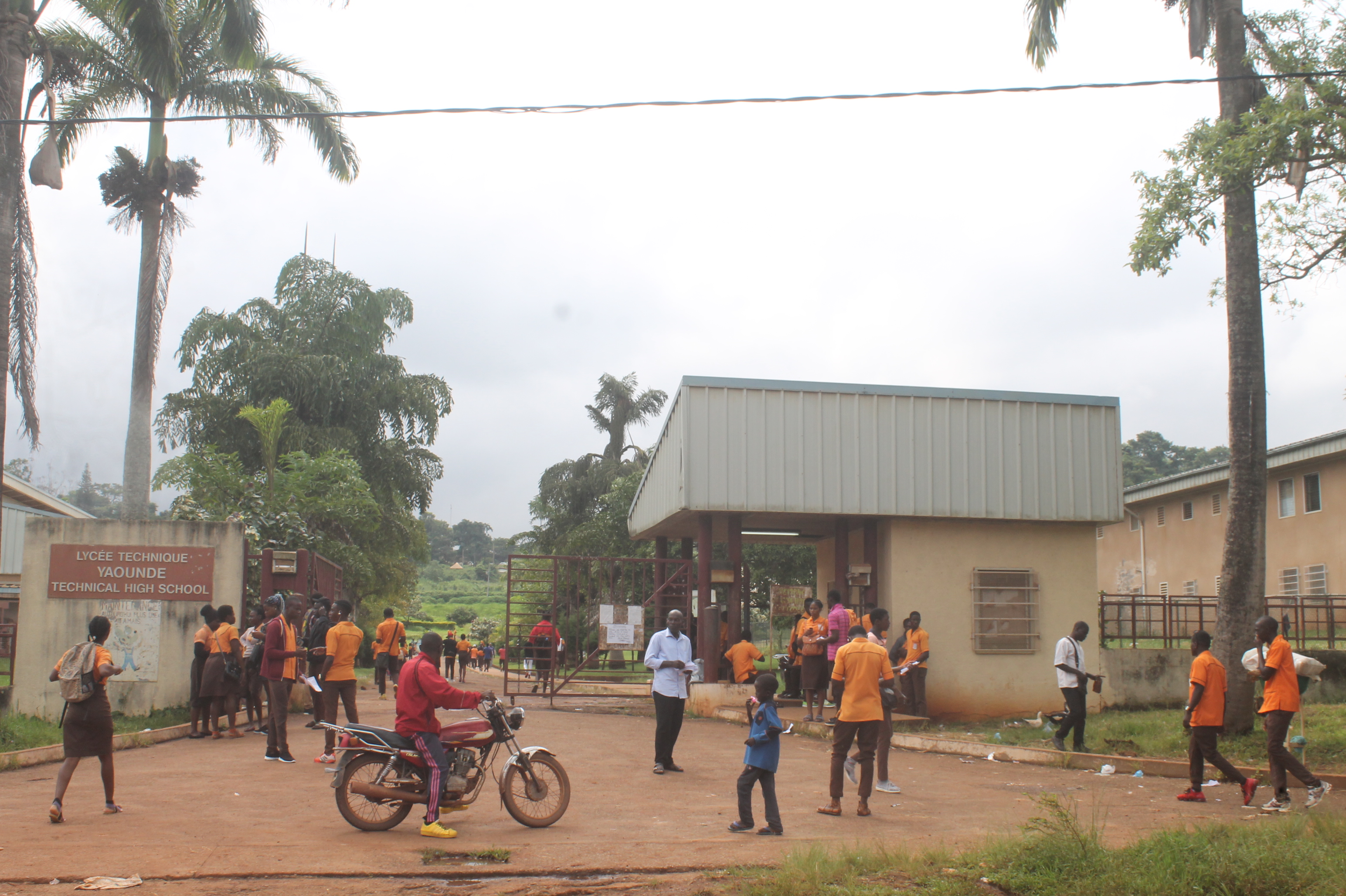
Entrée principale du Lycée technique de Nkolbisson
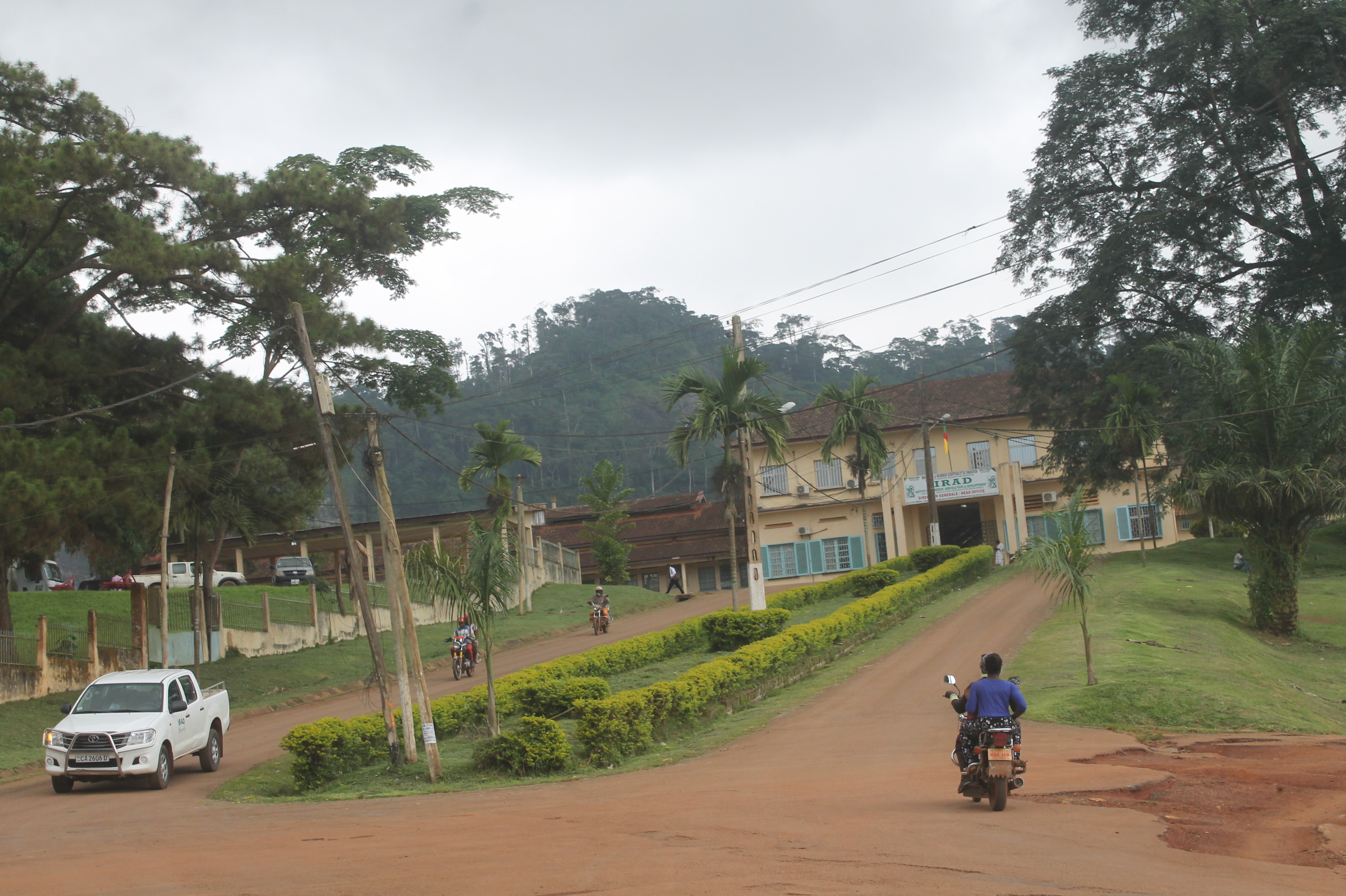
Entrée principale de l'IRAD (Institut de la Recherche agricole pour le développement) de Nkolbisson